# فيرفاكس (كاليفورنيا)
فيرفاكس (بالإنجليزية: Fairfax)‏ هي إحدى مدن مقاطعة مارين، كاليفورنيا. تم إعطاءها لقب مدينة في 2 مارس، 1931.

## التركيبة السكانية
حدّد مكتب تعداد الولايات المتحدة بيانات التركيبة السكانية لفيرفاكس في تعداد الولايات المتحدة. في ما يلي، التركيبة السكانية حسب تعدادي 2000 و2010.

### تعداد عام 2000
بلغ عدد سكان فيرفاكس 7,319 نسمة بحسب تعداد عام 2000، وبلغ عدد الأسر 3,306 أسرة وعدد العائلات 1,813 عائلة مقيمة في البلدة. في حين سجلت الكثافة السكانية 1,268.5 نسمة لكل كيلومتر مربع (3,285.4/ميل2). وبلغ عدد الوحدات السكنية 3,418 وحدة بمتوسط كثافة قدره 592.4 لكل كيلومتر مربع (1,534.3/ميل2).
وتوزع التركيب العرقي للبلدة بنسبة 91.39% من البيض و1.16% من الأمريكيين الأفارقة و0.48% من الأمريكيين الأصليين و1.97% من الأمريكيين ذوي الأصول الآسيوية و0.16% من سكان جزر المحيط الهادئ و1.53% من الأعراق الأخرى و3.31% من عرقين مختلطين أو أكثر و5.71% من الهسبانيون أو اللاتينيون من أي عرق.
بلغ عدد الأسر 3,306 أسرة كانت نسبة 28.6% منها لديها أطفال تحت سن الثامنة عشر تعيش معهم، وبلغت نسبة الأزواج القاطنين مع بعضهم البعض 41.2% من أصل المجموع الكلي للأسر، ونسبة 10% من الأسر كان لديها معيلات من الإناث دون وجود شريك، بينما كانت نسبة 3.7% من الأسر لديها معيلون من الذكور دون وجود شريكة وكانت نسبة 45.2% من غير العائلات. تألفت نسبة 31.1% من أصل جميع الأسر من عدة أفراد يعيشون في نفس المنزل ونسبة 7.4% كانت تتألف من شخص يعيش بمفرده يبلغ من العمر 65 عاماً أو أكثر. وبلغ متوسط حجم الأسرة المعيشية 2.20، أما متوسط حجم العائلات فبلغ 2.76.
بلغ العمر الوسطي للسكان 41.6 عاماً. وكانت نسبة 19.2% من القاطنين تحت سن الثامنة عشر، وكانت نسبة 4.6% بين الثامنة عشر والرابعة والعشرين عاماً، ونسبة 33.4% كانت واقعةً في الفئة العمرية ما بين الخامسة والعشرين والرابعة والأربعين عاماً، ونسبة 33% كانت ما بين الخامسة والأربعين والرابعة والستين، ونسبة 9.4% كانت ضمن فئة الخامسة والستين عاماً فما فوق. يوجد لكل 100 أنثى 91.6 ذكر، ويوجد لكل 100 أنثى في الثامنة عشر من عمرها فما فوق 88.8 ذكر.
بلغ متوسط دخل الأسرة في البلدة 58,465 دولارًا، أما متوسط دخل العائلة فبلغ 68,308 دولارًا. وكان متوسط دخل الذكور 51,457 دولارًا مقابل 40,815 دولارًا للإناث. وسجل دخل الفرد الخاص بالبلدة 34,080 دولارًا. وكانت نسبة 4.3% من العائلات ونسبة 6.5% من السكان تحت خط الفقر، وكان من هؤلاء نسبة 6.6% تحت سن الثامنة عشر ونسبة 7.6% في الخامسة والستين من العمر وما فوق.

### تعداد عام 2010
بلغ عدد سكان فيرفاكس 7,441 نسمة بحسب تعداد عام 2010، وبلغ عدد الأسر 3,379 أسرة وعدد العائلات 1,875 عائلة مقيمة في البلدة. في حين سجلت الكثافة السكانية 1,289.6 نسمة لكل كيلومتر مربع (3,340.0/ميل2). وبلغ عدد الوحدات السكنية 3,585 وحدة بمتوسط كثافة قدره 621.3 لكل كيلومتر مربع (1,609.2/ميل2).
وتوزع التركيب العرقي للبلدة بنسبة 88.93% من البيض و1.48% من الأمريكيين الأفارقة و0.48% من الأمريكيين الأصليين و2.74% من الأمريكيين ذوي الأصول الآسيوية و0.05% من سكان جزر المحيط الهادئ و2.34% من الأعراق الأخرى و3.98% من عرقين مختلطين أو أكثر و6.77% من الهسبانيون أو اللاتينيون من أي عرق.
بلغ عدد الأسر 3,379 أسرة كانت نسبة 27.8% منها لديها أطفال تحت سن الثامنة عشر تعيش معهم، وبلغت نسبة الأزواج القاطنين مع بعضهم البعض 42.1% من أصل المجموع الكلي للأسر، ونسبة 9.4% من الأسر كان لديها معيلات من الإناث دون وجود شريك، بينما كانت نسبة 4% من الأسر لديها معيلون من الذكور دون وجود شريكة وكانت نسبة 44.5% من غير العائلات. تألفت نسبة 31.8% من أصل جميع الأسر من عدة أفراد يعيشون في نفس المنزل ونسبة 9.5% كانت تتألف من شخص يعيش بمفرده يبلغ من العمر 65 عاماً أو أكثر. وبلغ متوسط حجم الأسرة المعيشية 2.20، أما متوسط حجم العائلات فبلغ 2.77.
بلغ العمر الوسطي للسكان 45.9 عاماً. وكانت نسبة 19.3% من القاطنين تحت سن الثامنة عشر، وكانت نسبة 4.6% بين الثامنة عشر والرابعة والعشرين عاماً، ونسبة 24.3% كانت واقعةً في الفئة العمرية ما بين الخامسة والعشرين والرابعة والأربعين عاماً، ونسبة 39.1% كانت ما بين الخامسة والأربعين والرابعة والستين، ونسبة 12.8% كانت ضمن فئة الخامسة والستين عاماً فما فوق. وتوزع التركيب الجنسي للسكان بنسبة 48.5% ذكور و51.5% إناث.

## أعلام
- مقتل بولي كلاس
- كيث دونيلان